# 小加拿大 (明尼蘇達州)
小加拿大（英語：Little Canada）是一個位於美國明尼蘇達州拉姆西縣的城市。

## 人口
根據2020年美國人口普查的數據，小加拿大的面積為11.62平方千米，當中陸地面積為10.10平方千米，而水域面積為1.52平方千米。當地共有人口10819人，而人口密度為每平方千米931人。